# Trophée Michel Brière
Trophée Michel Brière (engelska: Michel Brière Memorial Trophy) är ett pris som delas ut årligen till den mest värdefulle spelaren i LHJMQ. Priset har fått namn efter förre LHJMQ- och NHL-stjärnan Michel Brière, som år 1971 dog i följderna av en bilolycka. Genom åren har många framtida NHL-stjärnor belönats med Trophée Michel Brière – däribland Pat LaFontaine, Mario Lemieux och Sidney Crosby.

## Vinnare
- 2010-11, Sean Couturier, Voltigeurs de Drummondville
- 2009-10 Mike Hoffman, Saint John Sea Dogs
- 2008-09 Nicola Riopel, Moncton Wildcats
- 2007-08 Francis Paré, Saguenéens de Chicoutimi
- 2006-07 Mathieu Perreault, Titan d'Acadie-Bathurst
- 2005-06 Alexander Radulov, Remparts de Québec
- 2004-05 Sidney Crosby, Océanic de Rimouski
- 2003-04 Sidney Crosby, Océanic de Rimouski
- 2002-03 Joël Perrault, Drakkar de Baie-Comeau
- 2001-02 Pierre-Marc Bouchard, Saugenéens de Chicoutimi
- 2000-01 Simon Gamache, Foreurs de Val-d'Or
- 1999-00 Brad Richards, Océanic de Rimouski
- 1998-99 Mathieu Chouinard, Cataractes de Shawinigan
- 1997-98 Ramzi Abid, Saguenéens de Chicoutimi
- 1996-97 Daniel Corso, Tigres de Victoriaville
- 1995-96 Christian Dubé, Castors de Sherbrooke
- 1994-95 Frédéric Chartier, Titan Collège Français de Laval
- 1993-94 Emmanuel Fernandez, Titan Collège Français de Laval
- 1992-93 Jocelyn Thibault, Castors de Sherbrooke
- 1991-92 Charles Poulin, Laser de St-Hyacinthe
- 1990-91 Yanic Perreault, Draveurs de Trois-Rivières
- 1989-90 Andrew McKim, Olympiques de Hull
- 1988-89 Stéphane Morin, Saguenéens de Chicoutimi
- 1987-88 Marc Saumier, Olympiques de Hull
- 1986-87 Robert Desjardins, Chevaliers de Longueuil
- 1985-86 Guy Rouleau, Olympiques de Hull
- 1984-85 Daniel Berthiaume, Saguenéens de Chicoutimi
- 1983-84 Mario Lemieux, Voisins de Laval
- 1982-83 Pat LaFontaine, Junior de Verdun
- 1981-82 John Chabot, Castors de Sherbrooke
- 1980-81 Dale Hawerchuk, Royals de Cornwall
- 1979-80 Denis Savard, Canadien junior de Montréal
- 1978-79 Pierre Lacroix, Draveurs de Trois-Rivières
- 1977-78 Kevin Reeves, Canadien junior de Montréal
- 1976-77 Lucien Deblois, Éperviers de Sorel
- 1975-76 Peter Marsh, Castors de Sherbrooke Castors
- 1974-75 Mario Viens, Royals de Cornwall
- 1973-74 Gary MacGregor, Royals de Cornwall
- 1972-73 André Savard, Remparts de Québec

Fetmarkerat = Spelaren vann samma år också CHL Player of the Year Award.